# 海南细齿塘鳢
海南细齿塘鳢（学名：Sineleotris chalmersi）为塘鳢科细齿塘鳢属的鱼类，俗名油炸鱼、蚂拐鱼、南模。在中国，分布于海南岛那大、琼中、通什、广西龙州、云南河口等。该物种的模式产地在海南岛那大。